# Primidone
La primidone est une molécule de la famille des barbituriques. 
Elle est utilisée principalement contre les épilepsies partielles et généralisées. Elle agit au niveau du canal chlore GABAA, en augmentant l'efficacité du GABA. Il en résulte une entrée accrue d'ions chlorure, entraînant une hyperpolarisation post-synaptique et donc une augmentation du seuil d'excitabilité neuronale. 
Le surdosage peut être mortel. 
Son nom commercial en France est Mysoline.

## Utilisations

### Épilépsie
La primidone est commercialisée au Royaume-Uni pour les crises d'épilepsie généralisées tonico-cloniques ainsi que pour les crises d'épilepsie partielles complexes. En France, elle est utilisée en monothérapie (utilisée seule) ou en tant qu'adjuvant (associée à un autre médicament) chez l'adulte et l'enfant dans le traitement des crises d'épilepsie généralisées cloniques, toniques et tonico-cloniques, ainsi que dans les crises d'épilepsie partielles avec ou sans généralisation secondaire. La posologie chez l'adulte est généralement de 125 mg le soir en prise unique, puis, tous les trois jours, la dose journalière est augmentée par paliers de 125 mg jusqu'à atteindre 500 mg. Ensuite, elle est augmentée de 250 mg par jour tous les trois jours jusqu'au contrôle des crises ou jusqu'à la dose maximale supportée, qui peut atteindre 1,5 g par jour. Bien que la primidone ait été étudiée en tant qu'adjuvant pour le traitement de psychoses résistantes au traitement et souvent utilisée, aux États-Unis en tout cas, dans le traitement des tremblements essentiels, elle ne possède une AMM en France que pour les types d'épilepsie susmentionnés.